# 盧允瑞
盧允瑞（韓語：노윤서，2000年1月25日—）或譯盧侖㥠，韓國女演員、模特兒。

## 演藝經歷
盧允瑞自2018年起便以平面模特兒身分開始接拍許多廣告。2019年加入MAA Entertainment。2022年4月，其以演員身分參演電視劇《我們的藍調時光》並正式出道，為主演群之一，劇中以角色之名房英珠扮演一位居住在濟州島上未成年懷孕的高中生。其身為主演群內唯一一位新人演員，精湛的演技與在劇中細膩且真實的感情詮釋，特別是在詮釋分娩時的演技，讓觀眾眼睛為之一亮，也讓她開始受到許多的關注。。2022年10月，與金裕貞、邊佑錫、朴柾佑合作演出Netflix電影《20世紀少女》。

## 出演作品

### 電視劇
| 年份 | 電視台 | 劇名               | 角色   | 備註     |
| 2022 | tvN    | 《我們的藍調時光》 | 房英珠 | 主演     |
| 2023 | tvN    | 《浪漫速成班》     | 南海伊 | 主演     |
| 2024 | tvN    | 《媽媽朋友的兒子》 | 盧允瑞 | 特別出演 |

### 網路劇
| 年分 | 播放平台 | 劇名         | 角色 | 備註       |
| 2023 | Netflix  | 《末日騎士》 | 瑟娥 | 雪娥的妹妹 |
| 2024 | Netflix  | 《無聲蛙鳴》 | 義宣 | 全煐夏女兒 |
| 2026 | Netflix  | 《東宮》     | 生   | 主演       |

### 電影
| 年份 | 片名           | 角色   | 備註 |
| 2022 | 《20世紀少女》 | 金妍度 | 主演 |
| 2024 | 《听说》       | 徐夏天 | 主演 |

### MV
| 發行日期      | 曲名          | 演唱者 | 備註  |
| 2022年7月27日 | Freak（괴짜） | Zico   | [ 4 ] |

## 獲獎及提名列表
| 年份 | 頒獎典禮                             | 獎項                    | 作品               | 結果 |
| 2022 | 第8屆 Apan Star Awards               | 最佳新人女演員獎        | 《我們的藍調時光》 | 提名 |
| 2022 | 第8屆 Marie Claire Asia Star Awards  | Rising Star Award       | 《我們的藍調時光》 | 獲獎 |
| 2023 | 第59屆百想藝術大獎                   | 電視部門 女子新人演技獎 | 《浪漫速成班》     | 獲獎 |
| 2023 | 2023 品牌顧客忠誠度大賞              | 女演員（新人）          | 《浪漫速成班》     | 獲獎 |
| 2023 | FUNdex Award 2023                    | 電視劇優秀配角獎        | 《浪漫速成班》     | 獲獎 |
| 2024 | 第10屆 Marie Claire Asia Star Awards | Face of Asia Award      | —                  | 獲獎 |
| 2025 | 大韓民國第一品牌大獎                 | 女演員（流行趨勢）      | —                  | 獲獎 |
| 2025 | 第61屆百想藝術大獎                   | 電影部門 女子新人演技獎 | 《聽說》           | 獲獎 |
| 2025 | 第34屆釜日電影獎                     | 最佳新人女演員          | 《聽說》           | 待定 |

## 外部連結
- 盧允瑞的Instagram帳戶
- 盧允瑞在NAVER上的资料
- 盧允瑞在Daum上的资料
- 盧允瑞在韩国电影数据库（KMDb）上的資料（韓語）
- 盧允瑞在HanCinema的頁面（英文）